# ドイチェ・フースバルマイスターシャフト1941-1942
ドイチェ・フースバルマイスターシャフト 1941-1942は、ドイツ国で開催された第35回目のサッカー全国大会である。FCシャルケ04が優勝し、6回目のドイチャー・フースバルマイスターの座に就いた。

## 概要
第二次世界大戦下における3回目のドイチェ・フースバルマイスターシャフトである。昨年度までのグループステージが廃止され、純粋なノックアウト方式のトーナメントに戻った。原因は、その影響がますます顕著になってきた第二次大戦にあった。ドイツは1940年8月からのバトル・オブ・ブリテンで英国を降伏させられず、1941年6月にはソビエト連邦との間で独ソ戦が始まった。長期化する戦争によって、ドイツ国内に再び燃料不足・交通問題が発生し、サッカークラブのアウェーゲーム遠征を日増しに困難にしていった。
かような社会情勢下、1942年2月国民社会主義体育連盟によって、50km以上の遠征を禁止する決定がなされた。ドイチェ・マイスターシャフトはその例外とされたが、それでも長距離遠征をできるだけ減らすため、グループリーグが廃止され、トーナメント方式が復活した。
大会方式変更のもう一つの理由は、ドイツの領土拡大によって大管区・総督府・保護領等を単位とする「スポーツ地域」 (Sportbereich) とガウリーガの数が、過去最大の25に達したことである。さらに前述の遠征距離規制に合致させる必要もあり、西部地域の新しい大管区、ガウリーガ・ヴェストマルクおよびガウリーガ・モーゼルラント (モーゼルラント大管区)が設置された。
ヴェストマルク・スポーツ地域は、ロートリンゲン・ザールラント・プファルツから構成され、それまで所属していた南西部のスポーツ地域から分離させられた。モーゼルラントは、ミッテルラインと1940年の侵攻で併合したルクセンブルクによって構成されていた。
これによって面積が縮小したズュートヴェストとミッテルラインのスポーツ地域・ガウリーガは、ガウリーガ・ヘッセン＝ナッサウガウリーガ・ケルン＝アーヘンと改名され、混同を防ぐため昨季まで「ヘッセン」という名称だったものが、ガウリーガ・クーアヘッセンとなった。反対方向の東部地域でも、やはり遠征費削減目的でシュレージエン・スポーツ地域が南北に分割され、ガウリーガ・ニーダーシュレージエンとガウリーガ・オーバーシュレージエンに分かれた。
その他の戦争の悪影響は、ピッチ上の選手の顔ぶれに表れている。軍に徴兵される選手がますます増加し、そのぶん選手の数は減っていった。当初は下部リーグだけがその影響を受けたが、群・地区単位のリーグではプレーの水準が低下していった。また、悪天候によりガウリーガの日程消化が遅延し、比例して本大会の開幕も約一ヶ月遅れて、1942年5月10日にトーナメント一回戦が行われている。当初の予定ではガウリーガは3月末に終わって出場クラブが出そろい、1942年4月5日に開幕するはずだった。
決勝戦は二年連続・通算三度目となる「ゲルゼンキルヒェン対ウィーン」、つまりFCシャルケ04とファースト・ヴィエナFC1894の対戦となった。試合はファースト・ヴィエナが支配し多くのチャンスを作ったが、スコアに反映できず。劣勢のシャルケが効率的に得点し、2－0で勝った。内容はともかく勝利したシャルケは、実に9回目の決勝戦進出、そして1.FCニュルンベルクに並ぶ最多タイ6回目のドイツ制覇を達成した。

## 出場クラブ[2]
| クラブ                                           | 出場資格                                               |
| VfBケーニヒスベルク                              | ガウリーガ・オストプロイセン1941-1942優勝              |
| ルフトヴァッフェンSVピュトニッツ                 | ガウリーガ・ポンメルン1941-1942優勝                    |
| ブラオ＝ヴァイス90ベルリン                       | ガウリーガ・ベルリン=ブランデンブルク1941-1942優勝     |
| ゲルマニア・ケーニヒスヒュッテ                   | ガウリーガ・オーバーシュレージエン1941-1942優勝        |
| SpVgブレスラウアー02                             | ガウリーガ・ニーダーシュレージエン1941-1942優勝        |
| プラニッツァーSC                                 | ガウリーガ・ザクセン1941-1942優勝                      |
| SVデッサウ05                                     | ガウリーガ・ミッテ1941-1942優勝                        |
| アイムスビュッテラーTV                           | ガウリーガ・ノルトマルク1941-1942優勝                  |
| ヴェルダー・ブレーメン                           | ガウリーガ・ニーダーザクセン1941-1942優勝              |
| FCシャルケ04                                     | ガウリーガ・ヴェストファーレン1941-1942優勝            |
| SVハムボルン07                                   | ガウリーガ・ニーダーライン1941-1942優勝                |
| VfLケルン1899                                    | ガウリーガ・ケルン=アーヘン1941-1942優勝               |
| ボルシア・フルダ                                 | ガウリーガ・クールヘッセン1941-1942優勝                |
| FVシュタット・デューデリンゲン                   | ガウリーガ・モーゼルラント1941-1942優勝                |
| キッカース・オッフェンバッハ                     | ガウリーガ・ヘッセン=ナッサオ1941-1942優勝             |
| 1.FCカイザースラウテルン                         | ガウリーガ・ヴェストマルク1941-1942優勝                |
| SVヴァルトホフ07                                 | ガウリーガ・バーデン1941-1942優勝                      |
| SGSSシュトラースブルク                           | ガウリーガ・エルザス1941-1942優勝                      |
| シュトゥットガルター・キッカース                 | ガウリーガ・ヴュルテンブルク1941-1942優勝              |
| 1.FCシュヴァインフルト05                         | ガウリーガ・バイエルン1941-1942優勝                    |
| ルフトヴァッフェンSVオルミュッツ                 | ガウリーガ・ズデーテンラント1941-1942優勝              |
| ファースト・ヴィエナFC1894                       | ガウリーガ・ドナオ=アルペンラント1941-1942優勝         |
| HUSマリエンヴェルダー                            | ガウリーガ・ダンツィヒ=ヴェストプロイセン1941-1942優勝 |
| SGオルドヌングスポリツァイ・リッツマンシュタット | ガウリーガ・ヴァルテラント1941-1942優勝                |
| ルフトヴァッフェンSVベールケ・クラカウ           | ガウリーガ・ゲネラールガヴァメント1941-1942優勝        |

## 予備予選
- 開催日：1942年5月10日
- 会場： Platz an der Buschstraße (デュイスブルク)、シュターデイオン・ヨハンニサウ (フルダ)、ベッツェンベルクシュタディオン (カイザースラウテルン)、アルベルト=フォルスター=シュターディオン (ダンツィヒ)、Josy-Barthel-Stadion (シュタット・ルクセンブルク)、ヴェストザクセンカンプフバーン (プラニッツ（ドイツ語版）)、アンダー=シュタディオン (オルミュッツ)、シュターディオン・アム・ゲズントブルネン (ベルリン)、ティヴォリ=シュタディオン (シュトラースブルク)、ヴェーザーシュタディオン (ブレーメン)

| チーム #1                      | スコア | チーム #2                        |
| ------------------------------ | ------ | -------------------------------- |
| 1942年5月10日                  |        |                                  |
| ブラオ＝ヴァイス90ベルリン     | 3–1    | LSVピュトニッツ                  |
| ボルシア・フルダ               | 0–2    | SVデッサオ05                     |
| SVハムボルン07                 | 1–1    | ヴェルダー・ブレーメン           |
| HUSマリエンヴェルダー          | 1–7    | VfBケーニヒスベルク              |
| 1.FCカイザースラウテルン       | 7–1    | SVヴァルトホフ07                 |
| LSVオルミュッツ                | 0–1    | ファースト・ヴィエナFC1894       |
| プラニッツァーSC               | 5–2    | LSVベルケ・クラカオ              |
| SGSSシュトラースブルク         | 2–0    | シュトゥットガルター・キッカース |
| FVシュタット・デューデリンゲン | 0–2    | FCシャルケ04                     |

### 再試合
| チーム #1                | スコア | チーム #2      |
| ------------------------ | ------ | -------------- |
| 1942年5月17日            |        |                |
| SVヴェルダー・ブレーメン | 5–1    | SVハムボルン07 |

## ラウンドオブ16
- 開催日：1942年5月24日
- 会場：シュタディオン・アム・リーダーヴァルト (フランクフルト・アム・マイン)、マイナウ・シュタディオン (シュトラースブルク)、ヴェストザクセンカンプフバーン (プラニッツ（ドイツ語版）)、シラーパルク (デッサウ)、フリートレンダー・トーアプラッツ (ケーニヒスベルク)、プラター・シュタディオン (ヴィーン)、グリュックアウフ=カンプフバーン (ゲルゼンキルヘン)、ヴェーザーシュタディオン (ブレーメン)

| チーム #1                    | スコア | チーム #2                      |
| ---------------------------- | ------ | ------------------------------ |
| 1942年5月24日                |        |                                |
| SVデッサオ05                 | 0–3    | ブラオ＝ヴァイス90ベルリン     |
| FCシャルケ04                 | 9–3    | 1.FCカイザースラウテルン       |
| キッカース・オッフェンバッハ | 3–1    | VfLケルン1899                  |
| プラニッツァーSC             | 2–1    | SpVgブレスラオ02               |
| SGSSシュトラースブルク       | 2–1    | 1.FCシュヴァインフルト05       |
| VfBケーニヒスベルク          | 8–1    | SGOリッツマンシュタット        |
| ファースト・ヴィエナFC1894   | 1–0    | ゲルマニア・ケーニヒスヒュッテ |
| ヴェルダー・ブレーメン       | 4–2    | アイムスビュッテラーTV         |

## 準々決勝
- 開催日：1942年6月7日
- 会場：プラター・シュタディオン (ヴィーン)、ヴァルトシュタディオン (フランクフルト・アム・マイン)、グリュックアウフ=カンプフバーン (ゲルゼンキルヘン)、ポストシュタディオン (ベルリン)

| チーム #1                    | スコア | チーム #2              |
| ---------------------------- | ------ | ---------------------- |
| 1942年6月7日                 |        |                        |
| ブラオ＝ヴァイス90ベルリン   | 2–1    | VfBケーニヒスベルク    |
| FCシャルケ04                 | 6–0    | SGSSシュトラースブルク |
| キッカース・オッフェンバッハ | 4–3    | ヴェルダー・ブレーメン |
| ファースト・ヴィエナFC1894   | 3–2    | プラニッツァーSC       |

## 準決勝
- 開催日：1942年6月12日
- 会場：オリンピアシュタディオン・ベルリン、グリュックアウフ=カンプフバーン

| チーム #1                  | スコア | チーム #2                    |
| -------------------------- | ------ | ---------------------------- |
| 1942年6月21日              |        |                              |
| ブラオ＝ヴァイス90ベルリン | 2–3    | ファースト・ヴィエナFC1894   |
| FCシャルケ04               | 6–0    | キッカース・オッフェンバッハ |

## 三位決定戦
| ブラオ＝ヴァイス90ベルリン                                      | 4 – 0 | キッカース・オッフェンバッハ |
| --------------------------------------------------------------- | ----- | ---------------------------- |
| ヘアベアガー 18分 · ライ 55分 · ヒーンツ 64分 · クレートケ 83分 |       |                              |

## 決勝
| FCシャルケ04                      | 2 – 0    | ファースト・ヴィエナFC1894 |
| --------------------------------- | -------- | -------------------------- |
| カルヴィツキ 12分 · シェパン 42分 | レポート |                            |

| FCシャルケ04         |  |                                   |
|                      |  |                                   |
| GK                   |  | ハインツ・フロート                |
| DF                   |  | ハインツ・ヒンツ                  |
| DF                   |  | オットー・シュヴァイスフアト      |
| MF                   |  | ハンス・ボーネマン (サッカー選手) |
| MF                   |  | オットー・ティブルスキー          |
| MF                   |  | ヘアバート・ブアデンスキ          |
| FW                   |  | エアンスト・カルヴィツキ          |
| FW                   |  | フリッツ・シェパン                |
| FW                   |  | ヘアマン・エッペンホフ            |
| FW                   |  | エアンスト・クツォーラ            |
| FW                   |  | アードルフ・ウーアバン            |
| 監督                 |  |                                   |
| オットー・ファイスト |  |                                   |

| ファースト・ヴィエナFC1894      |  |                                 |
|                                 |  |                                 |
| GK                              |  | シュテファン・プローツ          |
| DF                              |  | オットー・カラー                |
| DF                              |  | ヴィリバルト・シュマオス        |
| MF                              |  | ヴィトゥス・クビツカ            |
| MF                              |  | エアンスト・ザーベディチュ      |
| MF                              |  | フランツ・ヤブレク              |
| FW                              |  | カール・ボートリ                |
| FW                              |  | カール・デッカー (サッカー選手) |
| FW                              |  | フランツ・ホーレショフスキ      |
| FW                              |  | カール・レヒナー                |
| FW                              |  | フランツ・エアドル              |
| 監督                            |  |                                 |
| ヨーゼフ・ブルム (サッカー選手) |  |                                 |

王座奪回を狙うシャルケがベストメンバーをそろえたのに対し、オーストリア勢3クラブ目の決勝進出を果たしたファースト・ヴィエナFCは主力3人が欠場した。しかしファースト・ヴィエナは格上相手に臆することもなく、序盤から両サイドを使った鋭い攻撃でシャルケゴールを脅かしていく。しかし劣勢のシャルケは14分に最初の決定機をものにし、エルンスト・カルヴィツキが先制ゴール。その後も流れは変わらずファースト・ヴィエナがチャンスを作り続けるが、シャルケGKハインツ・フロートが悉くはじき出した。
同点ゴールの予感が漂う中、しかしそれでもシャルケは42分に見事なパスワークからフリッツ・シェパンが追加点、2－0で前半を終えた。後半もファースト・ヴィエナの一方的攻勢が続いたが、シャルケの堅実な守備は彼らにゴールを割らせなかった。試合開始から終了まで、ベルリンの観衆は攻撃的サッカーを披露するファースト・ヴィエナを応援し続けており、終了の笛が鳴りシャルケの6回目の優勝が決定すると、スタンドからは勝者に対する大きなブーイングが浴びせられた。